# Каруго
Каруго (итал. Carugo) је насеље у Италији у округу Комо, региону Ломбардија.
Према процени из 2011. у насељу је живело 5466 становника. Насеље се налази на надморској висини од 275 м.

## Становништво
| 1936. | 1951. | 1961. | 1971. | 1981. | 1991. | 2001. | 2011. |
| ----- | ----- | ----- | ----- | ----- | ----- | ----- | ----- |
| 2.301 | 2.753 | 3.762 | 4.564 | 4.593 | 4.789 | 5.324 | 6.243 |